# União Desportiva da Caranguejeira
Maillots
L'União Desportiva da Caranguejeira est un club de football portugais basé à Caranguejeira.

## Histoire
Fondée en 1978, l'UD Caranguejeira débute au niveau régional. Le club parvient pendant la saison 1991-92 à remporter la seconde division du district et ainsi monter en division d'honneur. Une relégation est vécue pendant la saison 1993-94 par le club, avant que celui-ci remonte la saison suivante en deuxième division du district.
Le club traverse de belles années dans la première moitié de tableau du district avant que pendant la saison 1998-99 le club finisse premier, donnant accès en quatrième division nationale pour la première fois de son histoire. Depuis le club arrive toutefois à se maintenir, et réalise ses plus belles années en quatrième division.
L'UD Caranguejeira connait sa plus belle année lors de la saison 2003-04, ou elle est très près de montée dans la division supérieure en finissant deuxième du classement. Le club ne réalise plus les mêmes performances que les saisons précédentes, et chute petit à petit à l'image de la saison 2007-08 ou le club finit bon dernier avec un total de cinq points, soit deux victoires et trente défaites. Cette saison est aussi marquée par un résultat historique, la défaite de l'UDC face à Monsanto par onze buts à zéro à domicile.
Depuis le club ne cesse de couler avec une nouvelle relégation en première division du district pendant la saison 2008-09. Malgré une onzième place la saison suivante, et une sixième place la saison qui suit en deuxième division du district, le club abandonne ses activités, dus aux difficultés financières. Ainsi l'UD Caranguejeira renonce à son équipe de football sénior, mais cependant est toujours en activités dans les équipes juniors.

## Joueurs emblématiques
| - Gervino - André - Diamantino | - Falé - Marco Aurélio - Ricardo Peidinho |

## Palmarès
| Compétitions nationales | Compétitions régionales |
| --- | --- |
| - Championnat du Portugal D4 (0) - Meilleure performance : 2e (2004-05) - Coupe du Portugal (0) - Meilleure performance : 1/128 final (2001-02, 2005-06, 2006-07) | - Championnat de 1re division de l'AF Leiria (1) - Champion : 1998-99 - Championnat de 2e division de l'AF Leiria (2) - Champion : 1991-92, 1994-95 |